# 王权 (1919年)
王权（1919年—2018年8月5日），浙江乐清人，中华人民共和国政治人物。

## 生平
1954年6月至1956年5月，担任中共洞头县纪委书记。1958年7月至1959年3月，任中共浙江省玉环县县委副书记（同时兼任玉环县人民政府县长）。1962年3月至1969年5月，出任玉环县县委书记。1975年5月至1978年9月，担任中共洞头县委书记。温州地市合并后，出任温州市副市长。2018年8月5日在温州逝世，享年99岁。